# Méhalkatúak
A méhalkatúak (Apoidea) öregcsaládja egy nagy csoport a hártyásszárnyúak (Hymenoptera) rendjében. Két vonalból áll: a kaparódarazsak (Sphecidae) rokonságából (Spheciformes) és a méhek kládjából (Anthophila). Molekuláris szinten bebizonyosodott, hogy a méhek a szitásdarazsak (Crabronidae) leszármazottjai.
A méhek repülő rovarok, amelyek közeli rokonságban állnak a darazsakkal és a hangyákkal. 2010-ig kb. 20 000 fajukat írták le; tényleges fajszámuk ennél jóval nagyobb.
Az északi féltekén a leggyakrabban előforduló fajok a karcsúméhek (Halictidae) családjába tartoznak. Legismertebb fajuk a házi méh, amely több más fajhoz hasonlóan mézet termel. Közép-Európában több mint 700 fajuk él (Sárospataki).

## Származásuk, elterjedésük

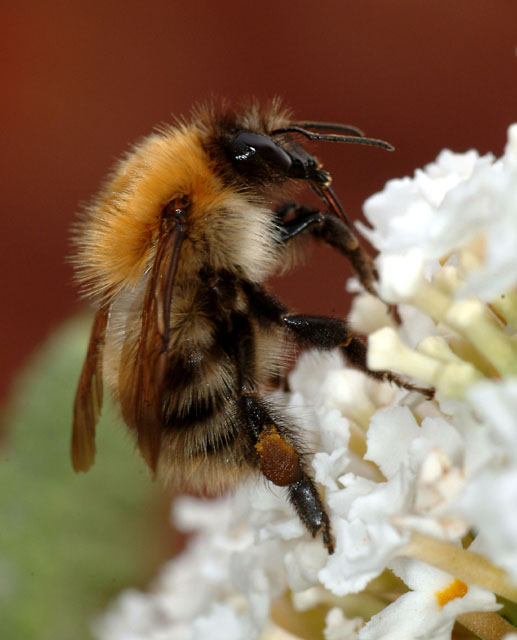
Poszméh

A méhek ősei a szitásdarazsakhoz (Crabronidae) hasonló fajok voltak, és ennek megfelelően más rovarokra vadásztak. A ragadozó, húsfogyasztó életmódról feltehetőleg akkor váltottak pollengyűjtésre, amikor viráglátogató, pollenfogyasztó rovarok lettek zsákmányállataik, és a darazsak lárvái a pollennel borított rovarokat fogyasztották el. A legősibb, bizonyítottan méh fosszília sokáig egy 96–74 millió éves, borostyánba zárt Trigona (Cretotrigona) prisca volt a korai kréta korból, és alig különbözött a ma élő Trigona fajoktól. 2006-ban egy burmai borostyánból egy kb. 100 millió éves fosszília is előkerült. Ennek egyes tulajdonságai (pl. a hátsó láb alakja) még a ragadozó darazsakra emlékeztetnek, mások (pl. az erősen szőrös test) már a méhekre jellemzőek (Sárospataki).
Kialakulásuk nagyon gyorsan követte a zárvatermők (Magnoliophyta) megjelenését. A növények beporzását már a méhek megjelenése előtt többféle állat segítette, ők azonban kifejezetten ebbe az irányba fejlődtek, és minden más rovarnál sokkal hatékonyabbá váltak.
Az Antarktiszt kivéve az összes kontinensen előfordulnak.
A méhek legtöbbje alig ismert.[forrás?]

## Megjelenésük, felépítésük
A legkisebb a törpe méh (Trigona minima), ami körülbelül 2,1 mm hosszú. A legnagyobb a Megachile pluto – kifejlett egyedeinek hossza megközelíti a 39 mm-t.
Táplálékukat a hosszú proboscidesszel, (komplex, összetett nyelvvel) kaparinthatják meg a virágokból. Ivari dimorfizmusuk gyenge: leginkább abban látszik, hogy a  hímek antennája általában tizenhárom, a nőstényeké tizenkét szegmentumból áll. Nyaló szájszervük a rágó típushoz közeli. Egy pár összetett szemük néhány száz ocellusból áll; mérete fajfüggő. Három pontszemük elsősorban a fény erősségére érzékeny (Sárospataki).
Toruk három testtája:
- az előtor (prothorax): keskeny,
- középtorukon (mesothorax) gyakran pajzsocskát viselnek,
- utótorukhoz (metathorax) hozzánőtt a potroh első szelvénye; ez az áltorszelvény (propodeum).

Minden fajuknak két pár (többnyire színtelen) jól fejlett hártyás szárnya van; a hátsó pár kisebb. A hátsó szárny elülső szegélyén lévő karmocskák kapaszkodnak az első szárnyhoz, így ez mozgatja a hátsót is (Vásárhelyi). A 3. lábpár első lábtőíze kiszélesedett (Sárospataki).
Lábaik ízei magyar és tudományos nevekkel:
- csípő (coxa);
- tompor (trochanter);
- comb (femur);
- lábszár (tibia);
- lábtő (tarsus),
- lábvég (praetarsus) a karmokkal, bizonyos csoportoknál karompárnával (arolum) és/vagy karomfoggal.

Az első lábtőíz (basitarsus) széles (Sárospataki).
Sok faj lábán különleges szőrképletek, az úgynevezett gyűjtőkészülékek alakultak ki ezek a lábakon (leginkább a hátsó lábpáron) helyezkednek el. Néhány fajnál speciális szerepet játszanak az áltorszelvény, illetve a homlok szőrei. A készülék nélküli méhek (a Hylaeus nem fajai) a begyükben szállítják a pollent.
A méhfélék (Apidae) családjában általában a 3. pár első lábtőíze és/vagy lábszára alakult egészen különleges felépítésű csáptisztítóvá. Az 1. láb lábszárán és első lábtőízén kefécskék alakultak ki, minden láb első lábtőízén kosárkával, a 3. láb lábszárán a lábszár és az első lábtőíz határán pollenpréssel. Egyes fajok speciális szőrökkel gyűjtik a növényi illóolajokat.
A legtöbb méh bolyhos; a polleneket a szőrszálak elektrosztatikus töltése tapasztja a rovar testéhez. Ha a nőstény méhek egy kis időre felfüggesztik a takarmányozást, megtisztítják testüket, és a pollenszemcséket egy csomagba, úgynevezett scopába gyűjtik; ez a legtöbb méh hátsó (3.) lábán található.
Az első és második potrohszelvényük között kialakult karcsú befűződés a „darázsderék” (Vásárhelyi). A potroh rendkívül mozgékony, ami nagyban megkönnyíti például a peterakást. A nőstények potroha (az áltorszelvényt nem számítva) hat, a hímeké hét szelvényből áll. A potroh végén van a tojócsőből kialakult fullánkszer, amelynek három része a tok, a tulajdonképpeni fullánk és a méregzacskó. Csak a házi méh (Apis mellifera) dolgozójának fullánkja fogazott; a többi fajé sima. A hímek ivarszerve nagyon bonyolult (Sárospataki).

## Életmódjuk, élőhelyük

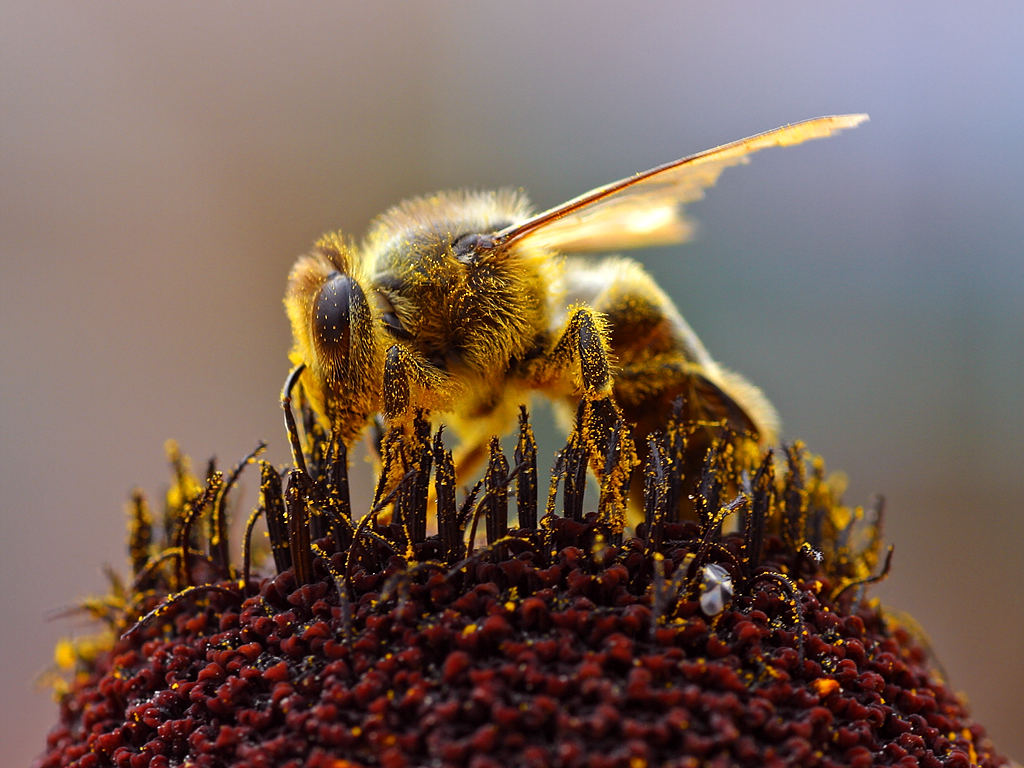
Pollent gyűjtő méh

A nektár és a pollen fogyasztására adaptálódtak; ezekből nyerik az energiát és a fehérjéket. A pollen többségével lárváikat etetik.
Teljes átalakulással fejlődnek. A petéből kikelő lábatlan, kukacszerű lárva a nyű. A biztonságos környezethez alkalmazkodott lárvák növekedve többször vedlenek, majd bebábozódnak. A kifejlett egyed (imágó, azaz a méh) a bábból kel ki. Genetikai tulajdonságaik viszonylag jól védik őket a közeli rokonokkal párosodás hatásai, azaz a beltenyészet ellen (Vásárhelyi).
Kulcsszerepet játszanak a növények beporzásában, ők a virágos növények legfontosabb beporzói. Gyűjtenek pollent és nektárt is; ebben jelentős szerepet kapnak a lábaikon kialakult speciális szervek. A nektárt gyűjtő egyedek is poroznak be növényeket, de a pollent gyűjtők sokkal hatékonyabb beporzók. Újabb elemzések szerint az emberiség élelmiszer-termelésének mintegy harmada függ a rovarok beporzó tevékenységétől, nagyrészt a méhekétől.

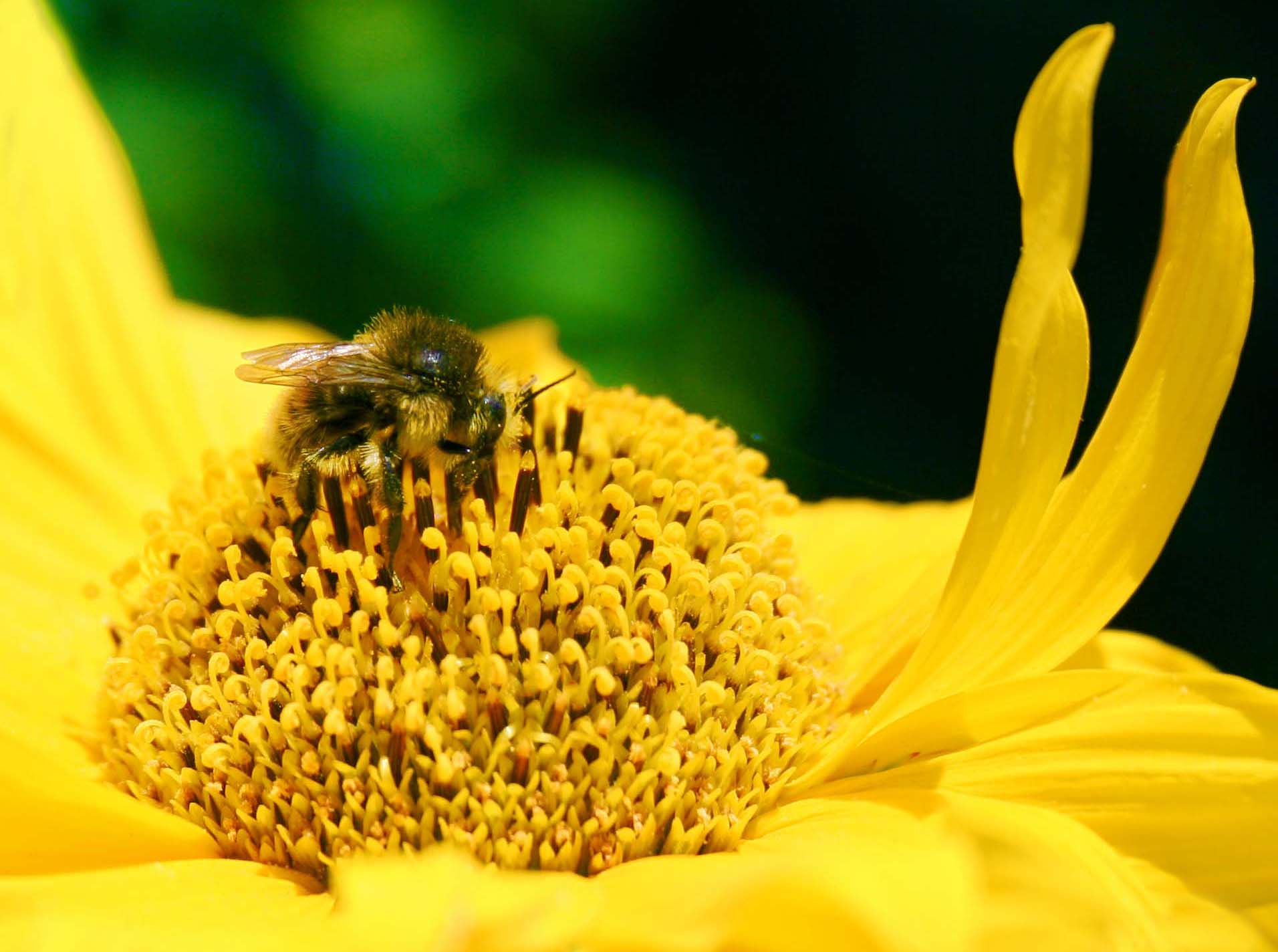
Kerti dísz-napraforgóban pollent gyűjtő méh

A mezőgazdaságban közvetlen szerepet is betöltenek, különösen a domesztikált házi méh, ami sok országban a legfőbb méztermelő. Sok egyéb fajt, mint például a faliméhet (Osmia nem) intenzíven szaporítanak beporzó tevékenységük miatt.
A legtöbbjük az összes virágból gyűjt pollent, de akadnak egy-egy növényre szakosodott fajok is. A pollent és a nektárt többnyire összekeverik, és így eleinte folyékony, de megkeményedő tartalék élelmiszertömeget hoznak létre. Ezt aztán megformálják, és a lépekben tárolják. Az így megtöltött sejtekbe helyezik petéiket, majd lezárják azokat.
A virágok meglátogatása sok veszélyt hordoz magában: karolópókok, gyilkospoloskák és különféle madarak vadásznak rájuk. Tizedelik állományukat a vegyszerek is — ezek vagy közvetlenül az élőlényekre hatnak, vagy táplálékukra.
Mozgáskörzetük általában csak néhány száz méter, ezért populációikat különösen veszélyezteti élőhelyeik feldarabolódása (Vásárhelyi).
Egy kisebb alcsoportjuk, a fullánk nélküli méhek csak állati tetemekből táplálkoznak.

### Szocializációjuk

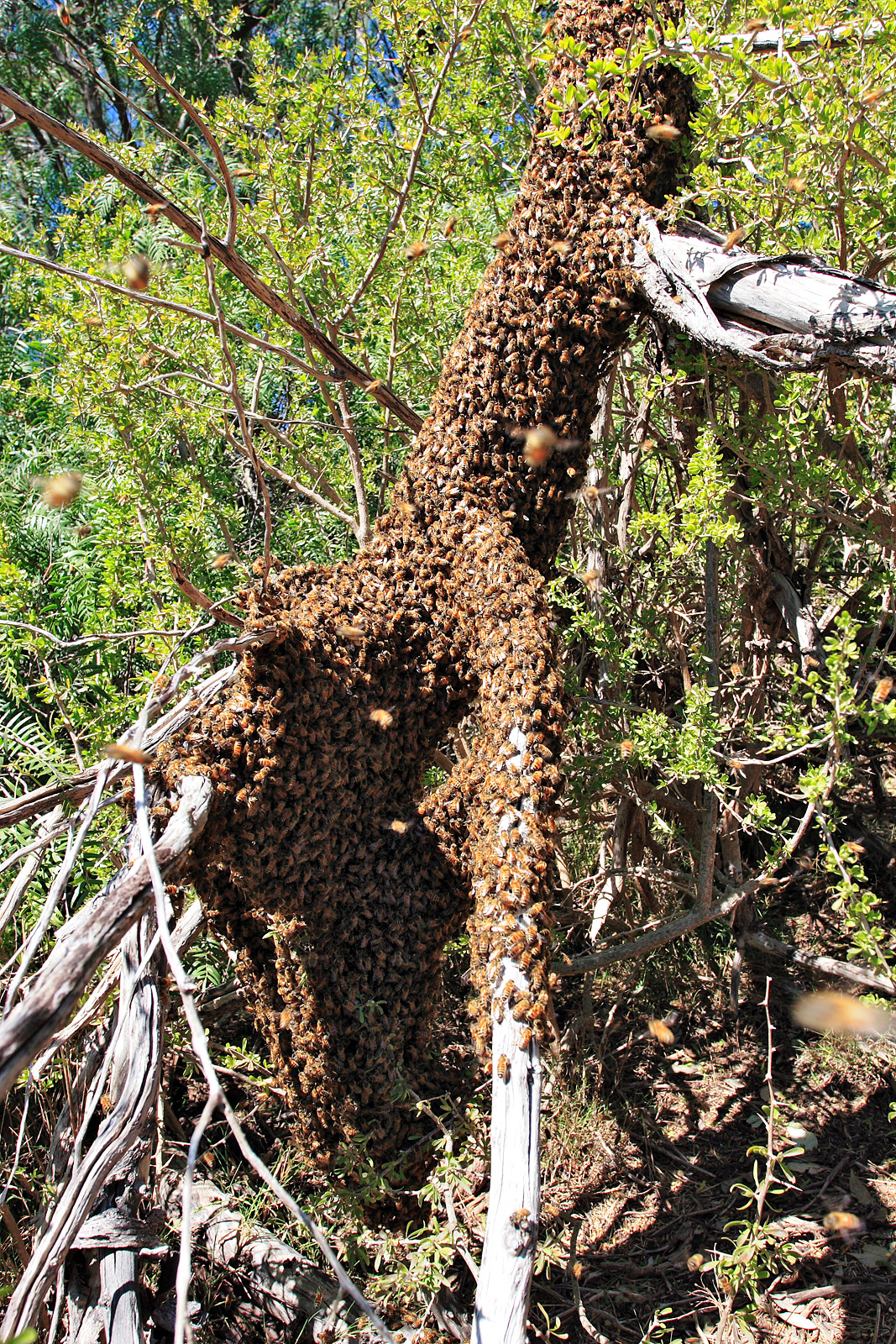
Fára telepedett méhraj

A méhek magányosan és különböző közösségekben is élhetnek; a legtöbb faj (a 20 000 leírt fajból kb. 17 000) magányos. Csoportjukban a társas együttélés valamennyi változatára találunk példákat; a legismertebbek persze a valódi szociális (euszociális) életmód — ilyenek a dongók, a fullánk nélküli méhek és a házi méhek közösségei. Több elképzelés szerint az egyes fajok társas életmódja külön-külön fejlődött ki.
Ha a közösség egy anyából és annak lányaiból áll, azt valódi szociális közösségnek tekintjük. Az anya feladata a peterakás, lányai a dolgozók. Ha ezek a kasztok tisztán viselkedési különbségeken alapulnak, a rendszert „alacsony szociálisnak”, ha zárkózott felépítésűek, akkor „magasan szociálisnak” nevezzük őket. Az alacsony szociális berendezkedésű fajok nagy többségben vannak, de ezeket ritkán tanulmányozták; egyedeik szociális beállítottsága alig ismert.

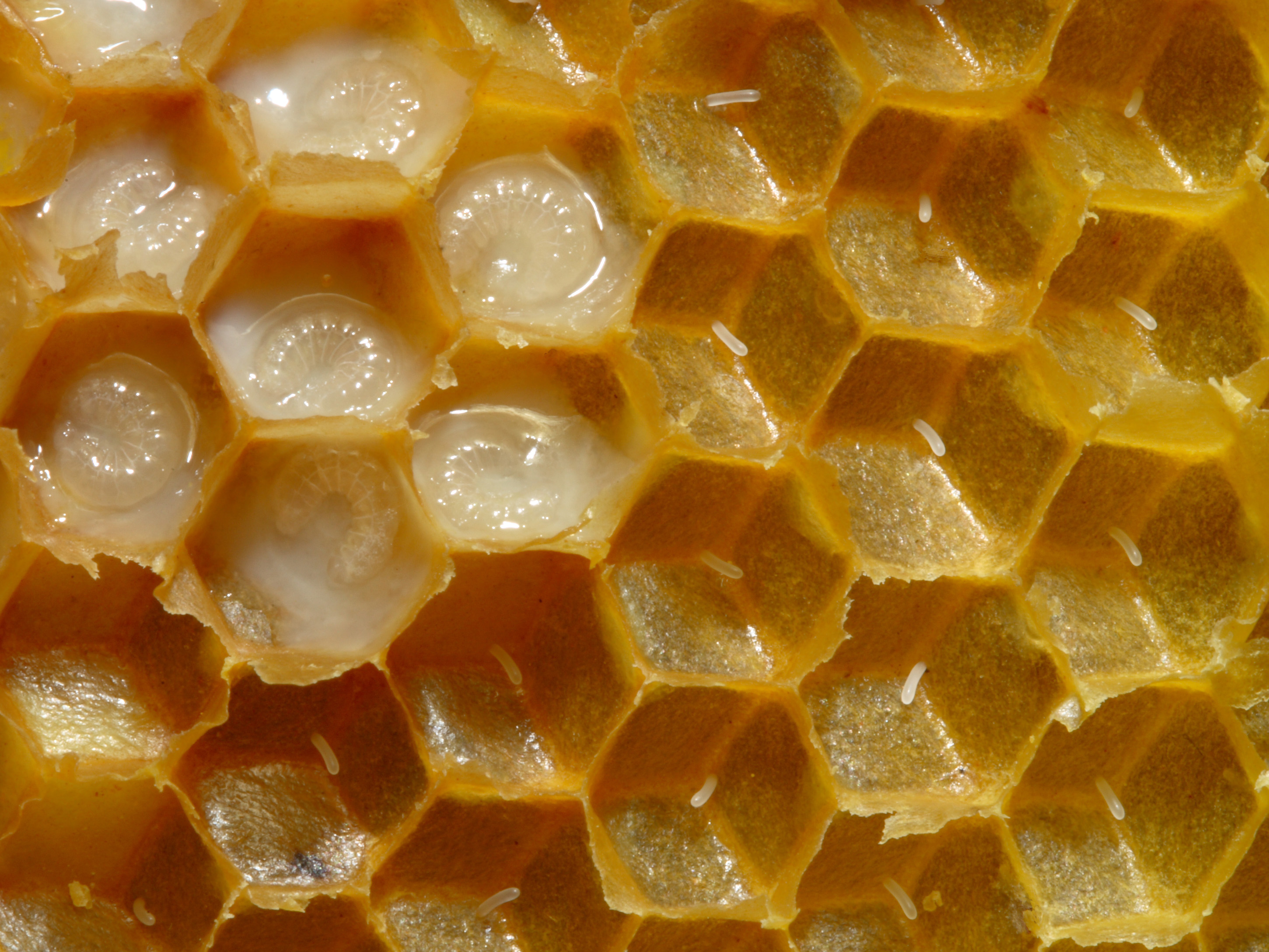
Egy lép. Jól láthatóak a lárvák

Az együttélő fajok hatalmas többsége a karcsúméhek (Halicitidae) családjába tartozik. Ezek telepei kicsik, megközelítőleg tucatnyi vagy kevesebb dolgozóval. A királynő legfeljebb annyiban különbözik a dolgozóktól, hogy nagyobb náluk. A legtöbb faj kolóniái egynyáriak, még a trópusokon élők telepei is. Csupán a megtermékenyített nőstények telelnek át. Néhány, az előbbiekhez hasonlóan alacsony szociális fajt az orchideaméhek (Euglossini nemzetségcsoport) között is találunk.
Több méhfaj telepeket hoz létre; az ilyen egyes kolóniákban egy anya és több dolgozó él. A háziméh-családban 40 000-70 000 egyed is élhet. A méhanya régies neve a „királynő”.

### Magányos méhek

A dolgozó méh anatómiája

A legtöbb méh, mint például a Xylocopa virginica fadongó vagy a lucerna-szabóméh (Megachile rotundata) művészméh, illetve az Osmia lignaria faliméh magányos abban az értelemben, hogy minden nőstény termékeny és maga építi fészkét. Ezen fajok tagjai között nincsenek dolgozók. A magányos fajok tagjai nem termelnek se mézet, se méhviaszt.
A magányos méhek is fontos beporzók; legtöbbjük egy-egy növény pollenjére szakosodott. Néhány faj testén különleges, a pollenek szállítására szolgáló struktúrák fejlődtek ki. Ezek a méhek nem gyűjtenek nektárt, csak pollent, ami mellett egyes fajok növényi olajokat felszippantanak, a hím orchideaméhek pedig növényi aromákat is begyűjtenek. Ennek megfelelően egyes növények is specializálódtak a beporzókra, így a beporzó méhek kipusztulása a növényt is veszélyezteti.
A magányos méhek többsége gallyak közé, fákba, illetve a földben ásott járatokba építi fészkét. A nőstény sejtcellákat készít, elhelyezi bennük petéit, majd lezárja a sejteket. Ha fára rakja a fészket, általában az utolsó (a bejárathoz legközelebb eső) petékből fejlődnek ki a hímek. A nőstény nem törődik a lárvákkal, sőt, a peterakás után többnyire el is pusztul. Először a hímek kelnek ki, majd megtermékenyítik a nőstényeket.
Egyénileg készítenek fészket, de néhány fajukat a társaságkedvelők közé sorolhatjuk. Ezek szívesen települnek fajtársaik közelébe. A magányosan élő méhek fészkeinek nagyobb csoportját aggregációnak is nevezik, hogy megkülönböztessék őket az igazi telepektől. Megint más fajok külön építik és gondozzák sejtjeiket a közös fészekben. Ezt a fajta csoportosulást közösségnek is nevezik – fő előnye, hogy az egyetlen, közösen használt bejáratot jobban meg tudják védeni.

### Kleptoparazita méhek
Kleptoparazita méhfajok, más néven kakukkméhek, a méhek több családjában is előfordulnak. Ezek nőstényei nem építenek fészket és nem gyűjtenek pollent. Behatolnak a pollent gyűjtő fajok fészkeibe, és petéiket a már megépített sejtekbe helyezik. A petéből kikelő lárvájuk megöli a gazdaméh lárváját (ha a nőstény ezt nem tette volna meg), és elfogyasztja azt. Néhány esetben a méh még a királynőt is megölheti, hogy annak a szerepébe bújva kezdje el lerakni saját petéit.

### A méhek repülése
1934-ben August Magnan francia entomológus és segédje, André Sainte-Lague vizsgálataik alapján kijelentették, hogy a méhek repülését az aerodinamika akkori fejlettségi szintjén nem lehet megmagyarázni.
2005-ben a Caltech tudósai nagy sebességű digitális fényképezőgépek és egy óriási méhszárnyat utánzó robot segítségével rántották le a leplet a házi méh repülésének titkáról.

#### A házi méh nászrepülése
A fiatal nőstény kelése után néhány napos korában tájoló repülést, majd több nászrepülést végez. A párzás a levegőben történik, sokszor több kilométerre a méhcsaládtól, egy ún. heregyülekező helyen. A nászrepülésre általában 11 és 17 óra között, derült, szélcsendes napon kerül sor. A nász a herék számára végzetes, mert nemző szervük a párzást követően kiszakad. A méhanya a hímivarsejteket egy zacskóban, az ún. magtarisznyában gyűjti. Amennyiben a méhanya megfelelő számban párzott herékkel, egy életre elegendő hímivarsejttel rendelkezik és kb. 5 évig rakhat petéket. Ha a párzás valamilyen okból nem volt sikeres, az anya herét szülővé válik, ami annyit jelent, hogy megtermékenyítetlen petéket rak le, amelyekből herék fejlődnek ki. Az ilyen méhanyát a méhész vagy a méhek maguk egyszerűen lecserélik. Egy jó méhanya a tavaszi hónapokban 700-1500 petét rak le naponta.[forrás?]

### A házi méhek kommunikációja
A méhek egy része felderítő tevékenységet végez a röpkörzetben és társait fejlett kommunikációval a többi gyűjtőméhet tájékoztatja a méhlegelőről.
Ha a felderítő méh gazdag méhlegelőre bukkan, megtölti mézhólyagját vagy megrakja kosaracskáit, és visszatér a méhcsaládhoz.
A távolság függvényében körtáncot vagy riszálótáncot jár. A méhek csápjukkal megérintik a táncos felderítőt, hogy szagot fogjanak és megtudják, milyen virágfajta után kell kutatni.
Ha viszont a legelő meglehetősen messze van a méhlakástól, és talán csak egyetlenegy virágzó fából vagy kisebb virágcsoportból áll, a méhek könnyen eltévednek, ha nem kapnak pontos útmutatást. Ilyen esetben a felderítő méh nem körbe-körbe kering, hanem egyenes vonalban mászik, és potrohát riszálja. Az alig néhány centiméter hosszú egyenes vonal végén balra fordul, és ívben visszatér a kiinduló ponthoz. Utána újra elindul ugyanazon az egyenes úton, jobbra kanyarodik és újra visszamegy. Ezt többször megismétli, és egész idő alatt riszálja a potrohát. Az egyenes vonal a Nap állásának szögét veszi figyelembe, melyhez viszonyítva található a méhlegelő.
A riszálás mennyisége jelzi a méhlegelő távolságát.
Ha sokszor járja a táncot, azzal a méhlegelő minőségére lehet következtetni.